# گمینا وانگنتا
گمینا وانگنتا (به لهستانی:  Gmina Łanięta) یک گمینا در لهستان است که در شهرستان کوتنو واقع شده‌است. گمینا وانگنتا ۵۴٫۷۶ کیلومتر مربع مساحت و ۲٬۶۷۳ نفر جمعیت دارد.